# مصطفی کارایول
مصطفی کارایول (انگلیسی: Mustapha Carayol؛ زادهٔ ۴ سپتامبر ۱۹۸۸) بازیکن فوتبال اهل گامبیا است.
از باشگاه‌هایی که در آن بازی کرده‌است می‌توان به باشگاه فوتبال لیدز یونایتد، باشگاه فوتبال کراولی تاون، باشگاه فوتبال تورکی یونایتد، باشگاه فوتبال بریستول راورز، باشگاه فوتبال لینکولن سیتی، باشگاه فوتبال میلتون کینز دونز، باشگاه فوتبال کترینگ تاون، باشگاه فوتبال هادرزفیلد تاون، باشگاه فوتبال میدلزبرو، و باشگاه فوتبال برایتون اند هوو آلبیون اشاره کرد.
وی همچنین در تیم ملی فوتبال گامبیا بازی کرده‌است.